# 피아노를 연주하는 소녀들
《피아노를 연주하는 소녀들》(프랑스어: Jeunes filles au piano, 영어: Girls at the Piano)은 프랑스의 인상주의 화가인 오귀스트 르누아르가 1892년에 그린 그림이다. 이 그림은 뤽상부르 박물관에 전시할 수 있도록 당시 프랑스 정부로부터 비공식적인 의뢰를 받아 그려졌으며 르누아르의 후기 작품 시기(1892~1919)를 대표하는 그림이다. 르누아르는 이 작품을 다른 세 가지 버전으로 그렸는데 하나는 유화로 그렸으며 나머지 두 개는 기름과 파스텔로 그린 스케치 그림이다. 이 세 작품은 각각 파리 오르세 미술관, 뉴욕 메트로폴리탄 미술관, 파리 오랑주리 미술관에 전시되어 있다.

## 설명
작품 속 두 소녀는 화가이자 예술품 수집가 앙리 르롤의 두 딸인 이본느(Yvonne, 당시 11세)와 크리스틴(Christine, 당시 13세)이다. 작품 속 배경은 당시 부르주아 집을 배경으로 하고 있다. 금발의 이본느는 흰색 드레스를 입고 파란색 띠를 두른 채 앉아 연주하고 있으며 언니 크리스틴은 분홍색 드레스를 입고 피아노에 한 쪽 팔을 걸치고 서 있다. 르누아르는 수집가를 위해 이 작품을 세 가지 버전으로 그렸다. 뤽상부르 버전은 현재 파리의 오르세 미술관에 소장되어 있고, 로버트 리먼 컬렉션 버전은 뉴욕 메트로폴리탄 미술관에 있으며, Caillebotte 버전과 다른 버전은 개인이 소장하고 있다. 또한 이 작품의 유화 스케치는 파리의 오랑주리 미술관에 전시되어 있으며 파스텔 스케치는 개인이 소장하고 있다. 오르세 미술관에 소장된 그림의 크기는 세로 116cm에 가로 90cm이며 메트로폴리탄 미술관에 소장된 그림은 세로 111.8cm에 가로 86.4cm이다. 또한 오랑주리 미술관에 소장된 유화 스케치의 크기는 세로 116cm에 가로 81cm이다.

### 관련 작품
《피아노를 연주하는 소녀들》을 그리기에 앞서 르누아르는 1889년경에 《피아노 레슨》(프랑스어: La Leçon de piano)이라는 작품에서 피아노를 연주하는 두 소녀에 대한 주제를 먼저 다뤘다. 또한 1897년에는 《피아노를 연주하는 이본느와 크리스틴》(프랑스어: Yvonne and Christine Lerolle at the Piano)이라는 작품을 그려 《피아노를 연주하는 소녀들》 속 모습보다 더 성장한 이본느(흰색 옷)와 크리스틴(빨간색 옷)을 확인할 수 있다. 작품 속 뒷 배경에는 에드가 드가의 《경마시합 전》(Before the Race)과 《무희들》(A Group of Dancers)이 걸려있다.

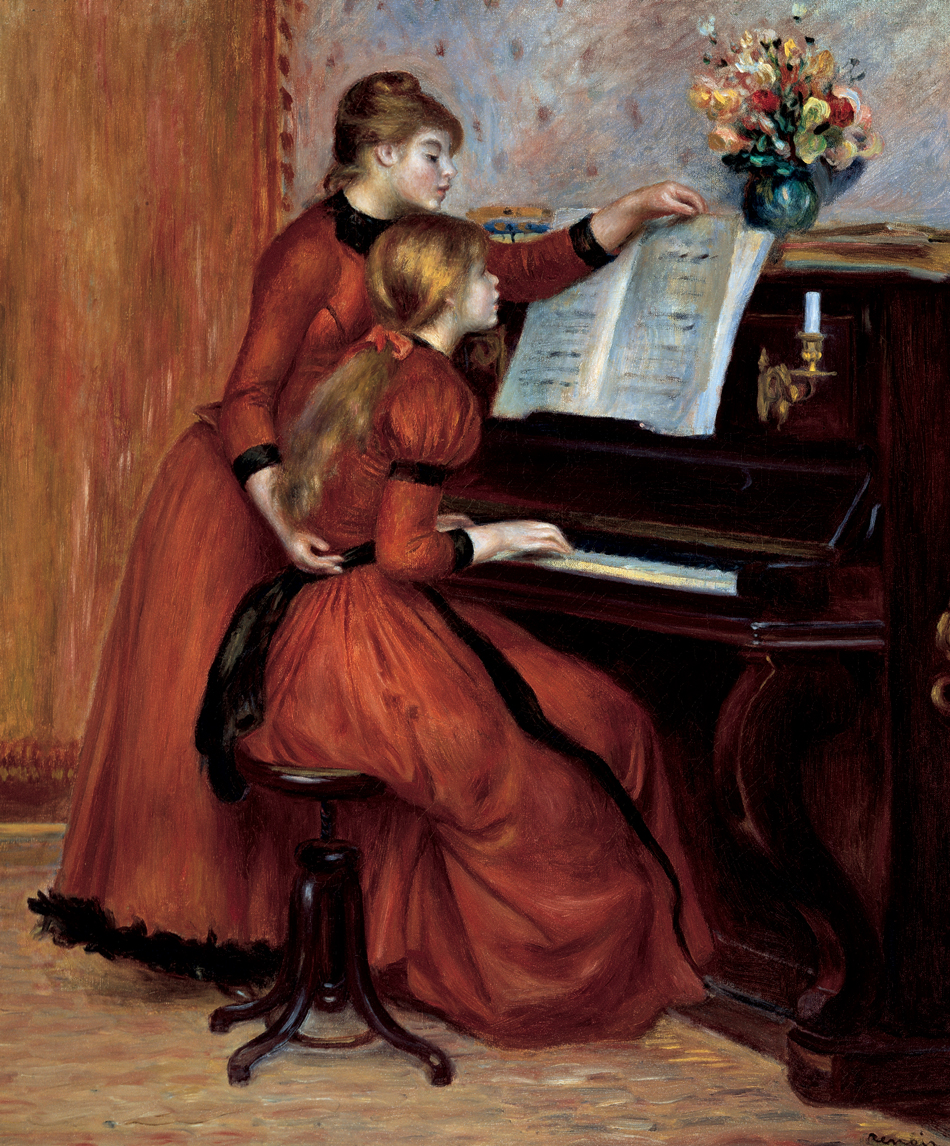
1889년경, 《피아노 레슨》, 조슬린 미술관
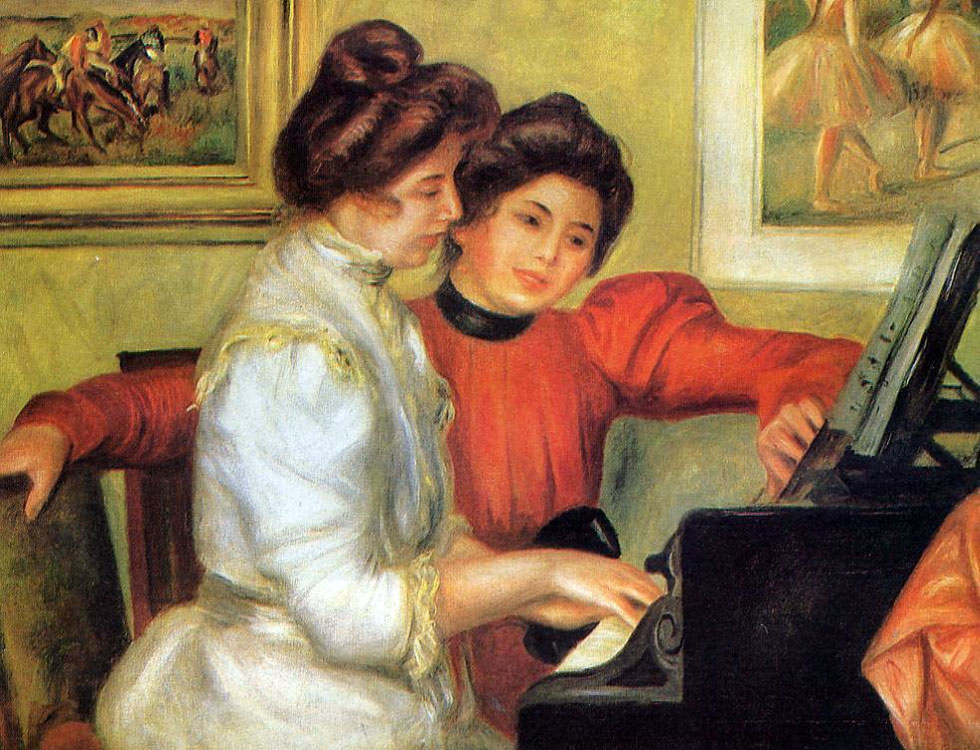
1897~1898년, 《피아노를 연주하는 이본느와 크리스틴》, 오랑주리 미술관

## 갤러리

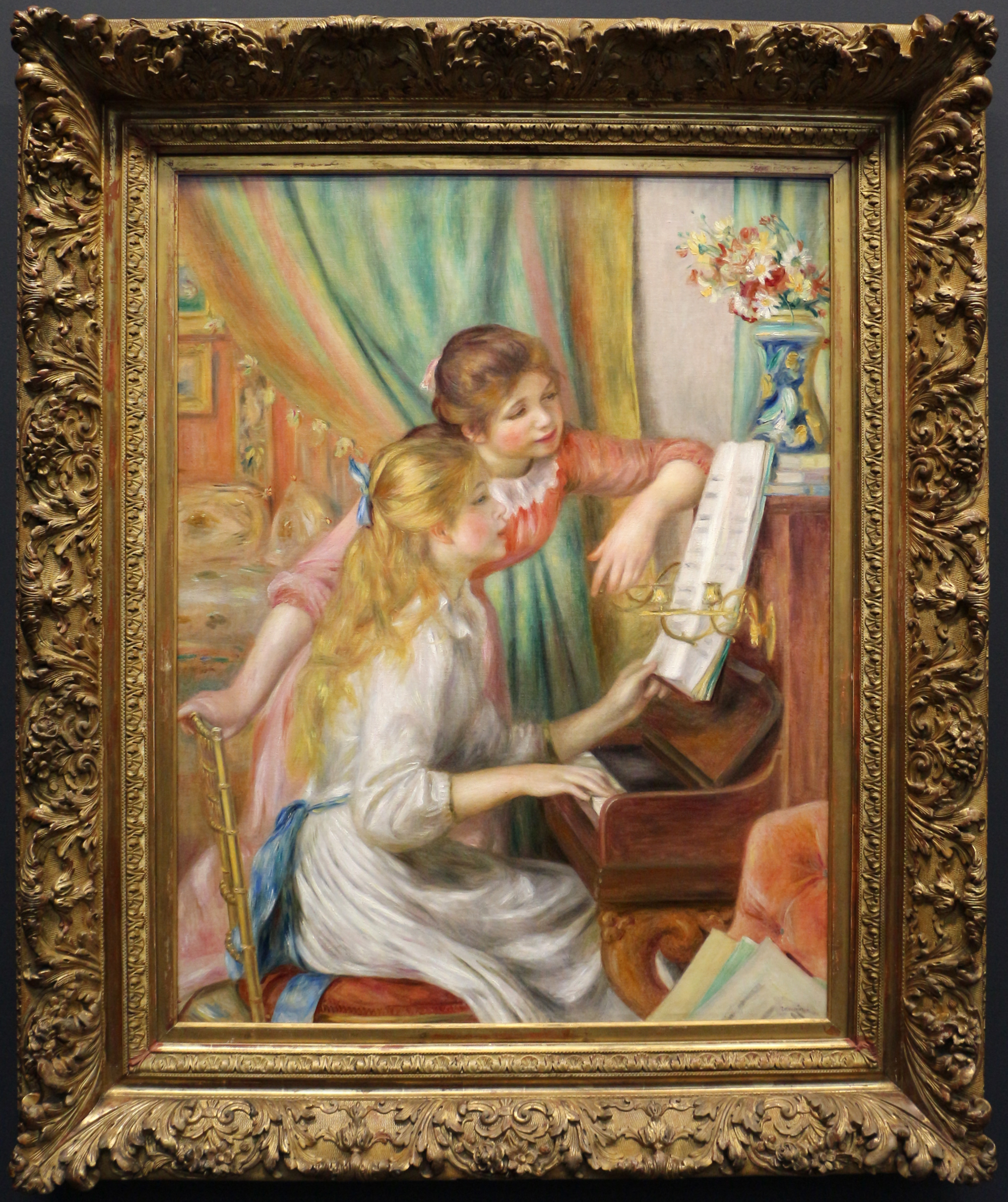
오르세 미술관에 소장된 《피아노를 연주하는 소녀들》
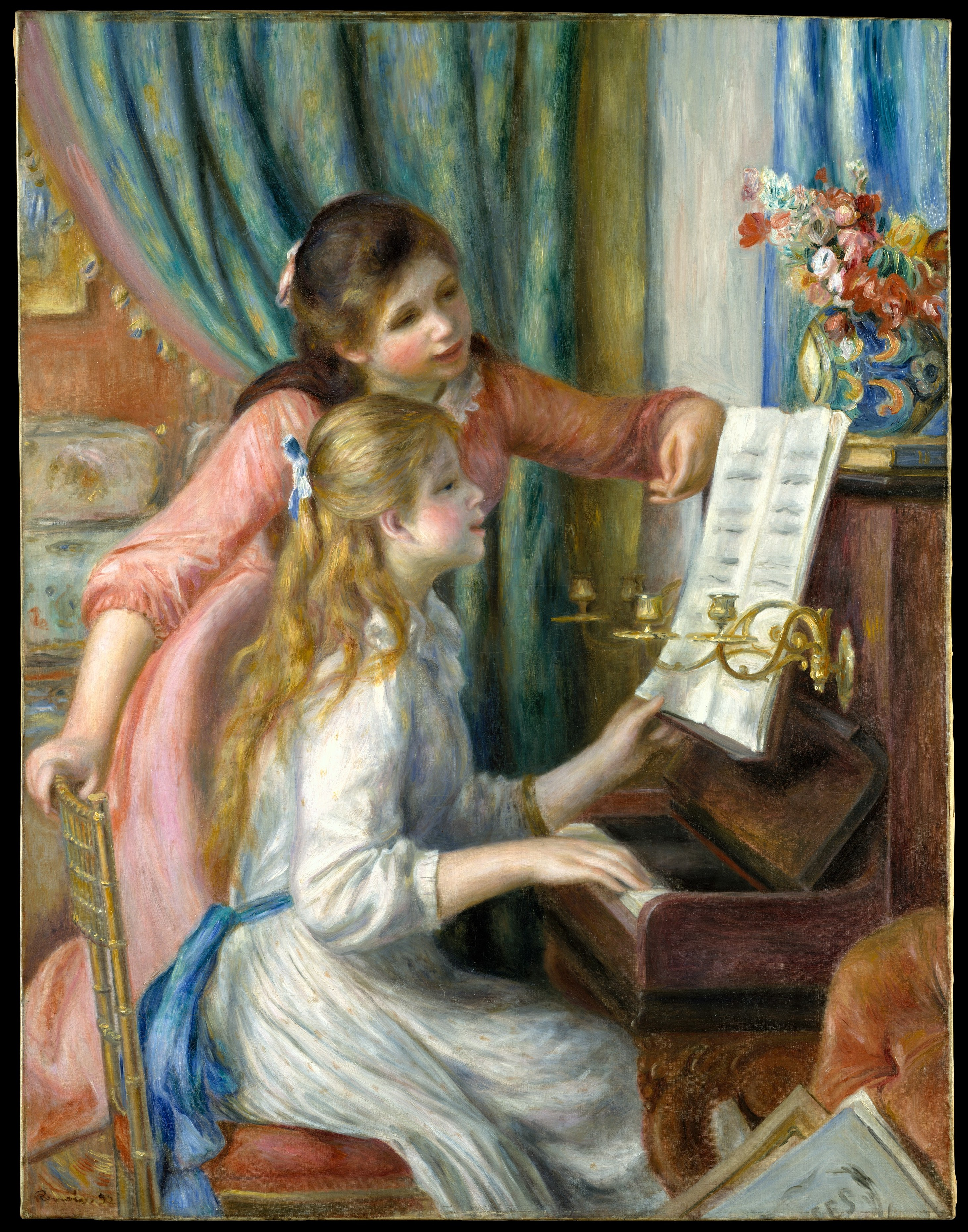
메트로폴리탄 미술관에 소장된 《피아노를 연주하는  소녀들》
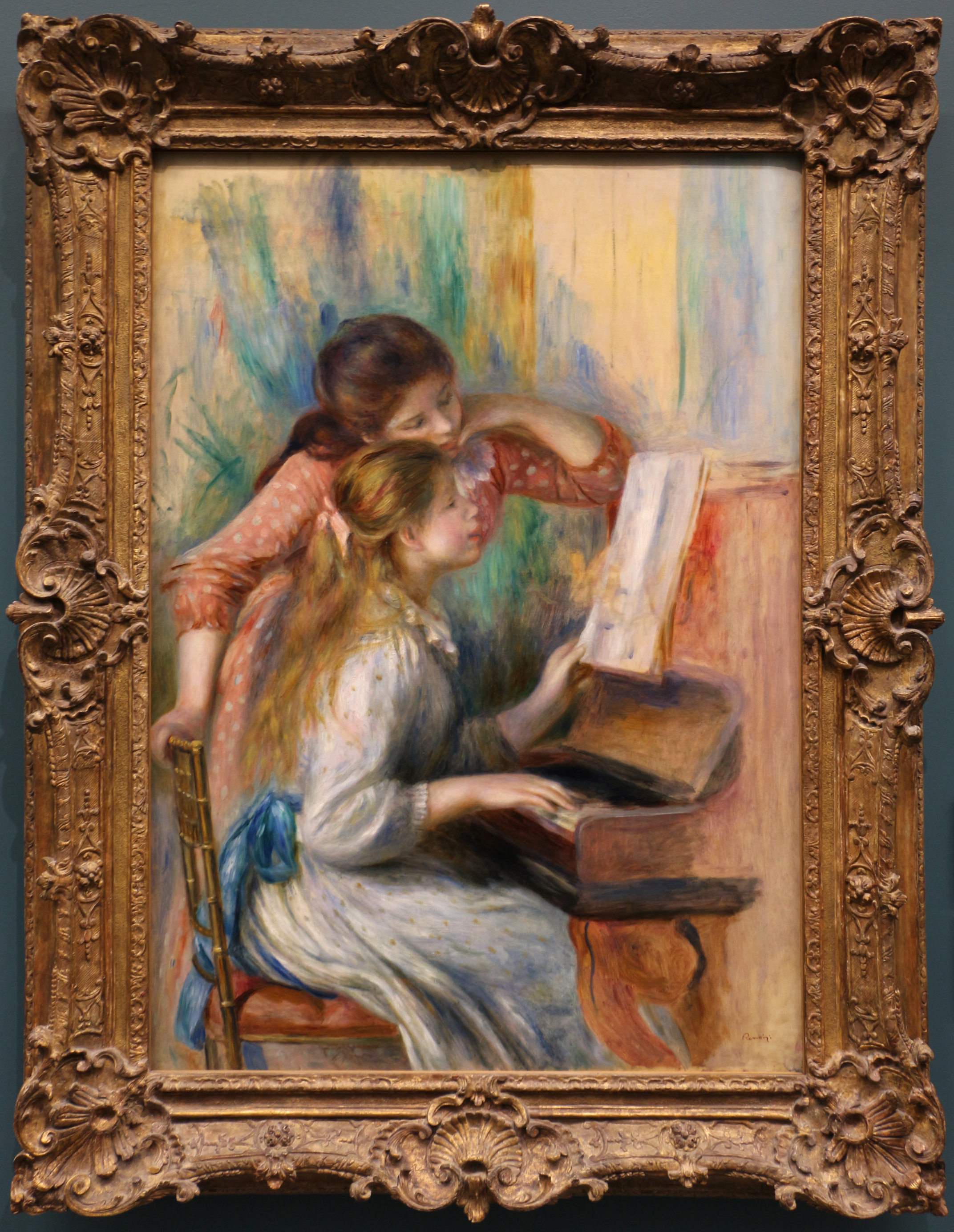
오랑주리 미술관에 소장된 《피아노를 연주하는 소녀들》